# Pfarrkirche Ostermiething

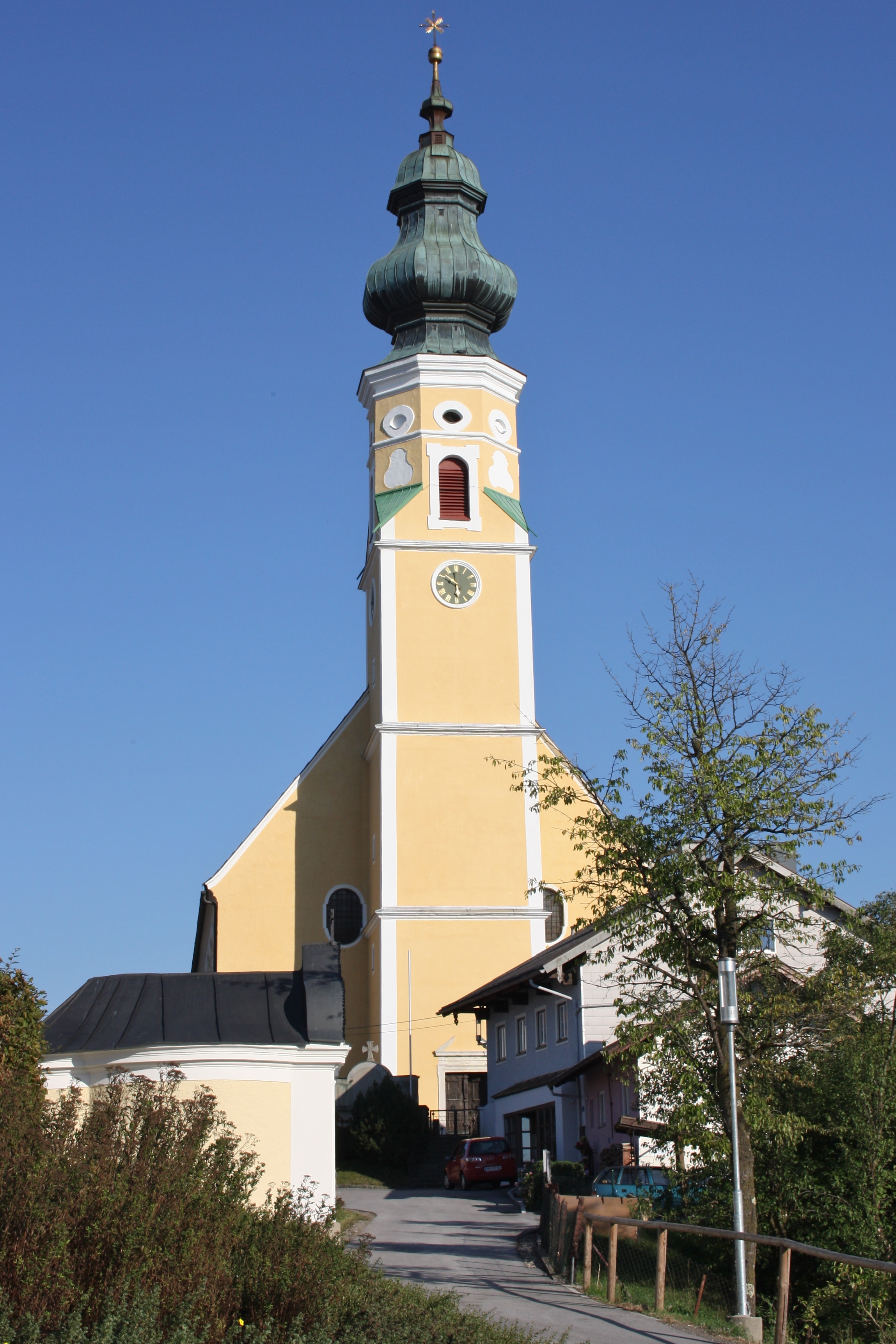
Katholische Pfarrkirche Mariä Himmelfahrt in Ostermiething

Die römisch-katholische Pfarrkirche Ostermiething steht in der Gemeinde Ostermiething im Bezirk Braunau am Inn in Oberösterreich. Sie ist dem Fest Mariä Himmelfahrt geweiht und gehört zum Dekanat Ostermiething in der Diözese Linz. Das Bauwerk steht unter Denkmalschutz (Listeneintrag).

## Lagebeschreibung
Die Kirche steht in beherrschender Lage am höchsten Punkt des Ortes. Sie wird von einem ummauerten Friedhof umgeben.

## Geschichte
In Ostermiething dürfte um 700 eine Taufkapelle existiert haben. Diese war damals eine herzogliche Eigenkirche. Laut einer Urkunde gab es im Jahr 1025 eine Kirche in Ostermiething. Die Pfarre wurde 1162 urkundlich erwähnt. Die Pfarre Ostermiething ist eine bedeutende Mutterpfarre mit einem Sprengel, die dem Landesgericht Wildhut entsprach. Bis 1785 gehörte die Pfarre Ostermiething zur Erzdiözese Salzburg. Von 1791 bis 1803 war sie dem Kloster Raitenhaslach inkorporiert. In den Jahren 1676 bis 1682 erfolgte ein Neubau der Kirche durch Maurermeister Josef Vilzkotter und Zimmermeister Hans Eggel aus Burghausen. Renovierungen bzw. Restaurierungen erfolgten in den Jahren 1956 sowie 1976–1978.

## Architektur
Kirchenäußeres
Der Westturm hat einen achtseitigen Aufsatz mit Birnhelm. Die Kirchentüren sind reich mit Knorpelwerk verziert. Sie stammen aus der Zeit um 1684 von Michael Littmann.
Kircheninneres
Die Kirche hat ein weit gespanntes, einschiffiges Langhaus mit vier Schiffsjochen. Darüber ist Tonnengewölbe mit Stichkappen. Auf beiden Seiten sind jeweils drei tiefe, durch eingezogene Wandpfeiler gebildete Altar- bzw. Eingangsnischen. Der einjochige Chor ist eingezogen und tonnengewölbt. Er schließt in einem ausgerundeten 3/8-Schluss. In der Gewölbezone sind Stuckaturen im Stil des Rokoko aus der Zeit um 1770. Sie sind vergleichbar mit dem Stuck in der Kirche in Raitenhaslach in Bayern. Am Triumphbogen von 1697 ist eine dreiachsige Westempore mit Bandwerkstuckaturen.

## Ausstattung
Der Hochaltar wurde in den Jahren 1699 bis 1701 von Michael Littmann gebaut. Die Figuren und der Dekor stammen von Bildhauer Ferdinand Oxner. Das übermalte Altarbild stammt von Friedrich Degär. Der Tabernakel ist im Stil des Rokoko gehalten und wurde 1769 mit guten Figuren vom Bildhauer Johann Andrä Dietrich von Traunstein, geschaffen. Der rechte Seitenaltar, der sogenannte Marienaltar, wurde zwischen 1765 und 1766 geschaffen. Es ist eine ausgezeichnete Rokokoarbeit, die eventuell vom Bildhauer Johann Georg Lindt stammt. Im Mittelfeld steht eine gute gotische Muttergottesstatue von 1510. Die Aufbauten der übrigen Seitenaltäre stammen wohl aus dem 19. Jahrhundert und wurden in barocken Formen gebaut. Zwei Altarbilder entstanden um 1700 und wurden später übermalt. Die Statuen sind aus dem 18. Jahrhundert. Die Kanzel ist rokoko. Sie wurde mit vier guten Statuen der Evangelisten im Jahr 1761 von Johann Georg Lindt aus Burghausen geschaffen. Das Chorgestühl ist von 1689. Die Beichtstühle entstanden zwei Jahre zuvor. Beide wurden von Michael Littmann gebaut. Das Taufbecken ist spätgotisch. In und um die Kirche finden sich Grabsteine aus der Zeit vom 15. bis zum 18. Jahrhundert.
Die Orgel wurde 1992 durch Friedrich Mertel jun. 1992 geschaffen und weist 21 Register auf. Das Gehäuse hat die Form eines griechischen Tempels.